# Edivândio Sequeira Reis
Edivândio Sequeira Reis (* 1. ledna 1991, São Vicente, Kapverdy) známý jako Edivândio je kapverdský fotbalový útočník, od léta 2014 hraje v portugalském klubu SC Beira-Mar.

## Klubová kariéra
Edivândio působil na Kapverdách v klubu Batuque FC. V roce 2009 odešel do Portugalska do klubu CS Marítimo, kde o rok později debutoval v A-týmu. V létě 2014 přestoupil do jiného portugalského celku SC Beira-Mar.